# Peenekanal
Der Peenekanal ist eine künstlich angelegte Wasserstraße im Verlauf der Ostpeene, einem Quellfluss der Peene, zwischen der Stadt Malchin und dem Unterlauf der Westpeene, dem anderen Quellfluss der Peene, im Land Mecklenburg-Vorpommern. Zur Unterscheidung vom Neukalener Peenekanal wird er auch als Malchiner Peenekanal bezeichnet.
Der Ausbau der Ostpeene ab Malchin zu einem Kanal und der Ausbau des sich anschließenden Unterlaufs der Westpeene, auch Kiekpeene, bis zum Kummerower See wurde 1854 begonnen und 1861 vollendet, da der bis dahin bestehende natürliche Verlauf in diesem Abschnitt nicht für die Binnenschifffahrt geeignet war. Der Kanal wurde in der Folgezeit vor allem von der damaligen Zuckerfabrik in Dahmen und der 1882 in Malchin gegründeten Zuckerfabrik für den Gütertransport genutzt. Während er in der Zeit von 1945 bis 1990 praktisch keine Bedeutung für den industriellen Gütertransport hatte, nahm seine Nutzung mit der Fertigstellung des Malchiner Industriehafens im Jahr 2003 wieder zu.
Am Anfang des Peenekanals im Malchiner Hafen beginnt die amtliche Kilometrierung der Peene als Wasserstraße mit km 0,0. Der Peenekanal hat eine Länge von 2,5 Kilometern und verläuft nahezu geradlinig durch die Malchiner Wiesen in nordnordöstlicher Richtung. Die anschließende Westpeene verläuft in nordöstlicher Richtung und mündet nach 2,1 km in den Kummerower See. An der Einmündung des Peenekanals in die Westpeene (km 2,5) beginnt die Bundeswasserstraße Peene.
Im Norden von Malchin mündet der vom Malchiner See kommende Dahmer Kanal in den Peenekanal, der neben der industriellen Nutzung und der Personenschifffahrt auch für das Wasserwandern von Bedeutung ist, da er zusammen mit dem Dahmer Kanal einen Übergang per Kanu vom Kummerower See zum Malchiner See ermöglicht. An seinem Beginn in Malchin befindet sich ein Wasserwanderrastplatz.